# Elymus karakabinicus
Elymus karakabinicus är en gräsart som beskrevs av Kotukhov. Elymus karakabinicus ingår i släktet elmar, och familjen gräs. Inga underarter finns listade i Catalogue of Life.